# Comté de Stone (Mississippi)
Le comté de Stone est situé dans l’État du Mississippi, aux États-Unis. Il comptait 13 622 habitants en 2000. Son siège est Wiggins.